# Josep Galceran II de Pinós-Santcliment
Josep Galceran II de Pinós-Santcliment i de Rocabertí (Barcellona, 1665 – Burgos, 1718) è stato un politico spagnolo, III signore di Santa María de Barbará prima, e poi I marchese ed esponente di rilievo dei Pinós-Santcliment.

## Biografia
Josep era figlio di Josep Galceran I de Pinós-Santcliment, II signore di Santa María de Barbará, e di Maria de Rocabertí, signora di Rialb, Torre Salbana, Tagamanent, Vilafortuny, Graell e la Vansa.
Attivo nella politica barcellonese al tempo di Carlo II di Spagna, il nobile Josep si recò nel 1702 a Martorell per accogliere, come delegato del consell barceloní, Filippo V di Spagna, il quale gli concesse, il 12 luglio 1702, il titolo di marchese di Santa María de Barbará. Egli, tuttavia, in qualità di membro della commissione creata dalla Generalitat de Catalunya, si pronunciò poi contro Filippo di Borbone dubitando (a buon diritto) della autenticità della firma che Carlo II di Spagna avrebbe apposto al suo testamento. Da allora cospirò contro Filippo e, prendendo parte attivamente alla Guerra di successione spagnola, si schierò a favore dell'arciduca Carlo.
Alle Cortes del 1705-1706 venne creato conte e poco dopo marchese. Fu rappresentante, in materia di difesa, dell'arciduca Carlo davanti alla generalitat durante l'assedio di Barcellona del 1706 e, nel 1707 fu creato Grande di Spagna. Tra il 25 luglio del 1713 e l'11 settembre del 1714, durante l'assedio di Barcellona, fu acceso sostenitore dell'ostinata resistenza della città contro i Borbone e, quando la città cadde, fu fatto prigioniero e portato prima a Pamplona e poi a Burgos, dove morì nel 1718.